# Zuidelijke boomklipdas
De zuidelijke boomklipdas of savanneklipdas (Dendrohyrax arboreus) is een klipdas uit zuidelijk en oostelijk Afrika. De wetenschappelijke naam van de soort werd voor het eerst geldig gepubliceerd door Andrew Smith in 1827.

## Kenmerken
De zuidelijke boomklipdas heeft een rond lichaam met een korte staart. De poten zijn kort en slank. Op de voeten zitten speciale, aan het leven in bomen aangepaste voetkussentjes. De kop is kort en puntig, met afgeronde oren en grote, donkere ogen. De vacht is dicht en zacht, en bleek grijzig bruin tot donkerbruin van kleur. Op de rug zit een kale plek, die 20 tot 40 millimeter lang is. De haren langs deze plek zijn roomwit van kleur, meer oranjerood in D.a. validus. De buik is gelig wit en de randen van de oren en lippen zijn witachtig van kleur. Ook de wenkbrauwen zijn lichter van kleur dan de rest van de vacht. De stijve tastharen zijn grijs.
Het zicht, reukzin en gehoor zijn scherp.
De zuidelijke boomklipdas wordt 40 tot 70 centimeter lang en 1,5 tot 4,5 kilogram zwaar. Het staartje is 1 tot 3 centimeter lang.

## Verspreiding en leefgebied
De zuidelijke boomklipdas leeft in bossen, van vochtige, met acacia's begroeide boomsavannes tot regenwouden, en in bergen tot in de afroalpiene weiden, op een hoogte van 4500 meter. Hij komt voor in Oost- en Zuidoost-Afrika, van Zuid-Soedan en Kenia tot het oosten van de Kaap (Zuid-Afrika). Ook op Zanzibar en Pemba komt hij voor. Het is een goede klimmer en beweegt zich met gemak door de bomen en struiken.

## Leefwijze
De zuidelijke boomklipdas leeft solitair of in paren in een territorium. Hij is voornamelijk in de schemering en 's nachts actief; overdag schuilt hij in een nest in een boomholte, tussen dichte takken of tussen de wortels. Dieren die hoog in het Ruwenzori-gebergte leven, boven de boomgrens, zijn meer overdag actief en leven in kolonies tussen de rotsen. Zij rusten ook niet in een boomholte, maar in een rotsspleet. Om zijn aanwezigheid kenbaar te maken aan andere klipdassen, roept de zuidelijke boomklipdas geregeld gedurende de nacht. De roep is vrij luid bestaat uit een serie van grommen en piepen, die oplopen tot hoge schreeuwen en krijsen.
Één tot drie jongen worden geboren na een draagtijd van zeven à acht maanden.
De boomklipdas leeft van bladeren (liefst aromatische), vruchten, twijgen, schors en scheuten, die hij in de boomkruin vindt. Soms eet hij ook grotere insecten, hagedissen en vogeleieren. De boomklipdas komt soms ook op de grond om grassen, kruiden en varens te eten. Boven de boomgrens voedt hij zich voornamelijk met grassen en zeggen. Zelf valt de boomklipdas ten prooi aan grote uilen en kleine, nachtactieve katachtigen. Ook mensen vangen het dier, voor de huid en het vlees.

## Ondersoorten
Er worden 7 ondersoorten erkend, de Zuid-Afrikaanse ondersoort wordt als kwetsbaar beschouwd.
- Dendrohyrax arboreus arboreus (A. Smith, 1827) – komt voor in de provincies KwaZoeloe-Natal en Oost-Kaap in Zuid-Afrika.
- Dendrohyrax arboreus adolfifriederici (Brauer, 1913) – komt voor in Burundi, oostelijk Congo-Kinshasa, zuidwestelijk Oeganda en Rwanda.
- Dendrohyrax arboreus bettoni (Thomas & Schwann, 1904) – komt voor in Kenia.
- Dendrohyrax arboreus braueri Hahn, 1933 – komt voor in noordoostelijk Angola, zuidelijk Congo-Kinshasa en Zambia.
- Dendrohyrax arboreus crawshayi (Thomas, 1900) – komt voor in centraal Kenia.
- Dendrohyrax arboreus ruwenzorii (Neumann, 1902) – komt voor in het Rwenzorigebergte in noordoostelijk Congo-Kinshasa.
- Dendrohyrax arboreus stuhlmanni (Matschie, 1892) – komt voor in zuidoostelijk Congo-Kinshasa, zuidwestelijk Kenia, Malawi, Mozambique en Tanzania.

De oostelijke boomklipdas (Dendrohyrax validus), wordt door sommige onderzoekers als een ondersoort van de zuidelijke boomklipdas beschouwd. Deze soort leeft op de eilanden Zanzibar en Pemba, langs de kust van Kenia en in Oost-Afrikaanse berggebieden als Usambara en rond de Kilimanjaro.